# Жизнь на перемотке
«Жизнь на перемотке» (англ. Play) — французская комедия от режиссёра Антони Марсьяно и продюсера Дмитрия Рассама, главные роли в которой исполнили Макс Бублиль, Алис Исааз и Малик Зиди.
Мировая премьера картины состоялась 21 августа 2019 года на кинофестивале в Эврё, Нормандия. В России фильм вышел на цифровых платформах 16 июня.

## Сюжет
Что если можно было бы отмотать свою жизнь на 25 лет назад, заново пережить все самые яркие события и получить заряд ностальгии? Когда Максу в 13 лет подарили его первую видеокамеру, он не мог представить, что это положит начало невероятно трогательной, смешной и такой знакомой всем нам хронике от 90-х до 2010-х.

## В ролях
- Макс Бублиль — Макс
- Алис Исааз — Эмма
- Малик Зиди — Матиас
- Артур Перье — Арно
- Ноэми Львовски — мама Макса
- Ален Шаба — папа Макса
- Камилль Лу — Фанни

## Производство
Идея фильма появилась у Антони Марсьяно, режиссера картины, которому захотелось вернуться в годы своей молодости. К счастью, продюсерам задумка понравилась, и началось производство. Но из-за необычного формата подачи истории перед создателями встало множество вопросов: «Что заставляет героя включить камеру? А кто снимает сейчас? Как это поймет зритель? В реальной жизни мы никогда не включаем камеру, чтобы записать диалог… И человек ведь часто смотрит в объектив?».
Сценаристы Антони Марсьяно и Макс Бублиль не обошли и исторические события, происходящие вокруг сюжета. Однако, некоторые всё же были опущены (например, 11 сентября 2001 года), так как «их последствия слишком сильно отягощали тему; после таких потрясений было бы трудно вернуться к лёгким эпизодам рассказа» (Марсьяно).

## Выбор актеров
Режиссер хотел нанять неизвестных широкой публике актеров, чтобы «сделать историю более правдоподобной». Первым был нанят Макс Бублиль, соавтор сценария к фильму и давний друг Марсьяно. Затем на главную женскую роль была приглашена Алис Исааз. По словам Марсьяно, актриса обладает способностью выглядеть очень юной, что позволило снимать её в нескольких эпохах.
Потребовалось достаточно много времени, чтобы найти актеров для изображения более старших героев в детстве. Они должны были быть очень похожи.
Ещё до того, как сценарий был завершен, режиссер попросил продюсеров свести кастинг-директора и главного оператора будущего фильма для тестирования камер. Этот долгий этап растянулся на 9 месяцев. Антони Марсьяно говорит, что он просмотрел около 3000 экранизированных эссе актеров и актрис.

## Музыка
Благодаря сюжету, растянутому на десятилетия, фильм содержит много песен с 1990-х по 2018 год. Стоимость прав на эти песни составила 1 миллион евро, или 1⁄6 общего бюджета картины.
Список песен, присутствующих в фильме:
- What’s My Age Again? — Blink-182
- What Is Love — Haddaway
- Two Princes — Spin Doctors
- Virtual Insanity — Jamiroquai
- Out of the shadows — James Hannigan
- Party All Night — Phoebe Markowitz Ogan, Jayson Sanchez, Don Walls, Phillip Andrew Cox
- La Bohème — Charles Aznavour
- You Are My High — Demon
- Say It Ain’t So — Weezer
- The Swank Bank — Phoebe Markowitz Ogan, Jayson Sanchez, Don Walls, Phillip Andrew Cox
- Fields of Joy — Lenny Kravitz
- So Good — Lee Richardson
- La Fièvre — NTM
- Future Revolution — Paul Fletcher Reel
- Fuzz Factor — Richard Charnock
- I’ve Got a Little Something for You — MN8
- Wait and Bleed — Slipknot
- American Boy — Estelle & Kanye West
- Wonderwall — Oasis
- Heart of Courage — Two Steps from Hell
- Down on Me — Jeremih feat. 50 Cent
- House Bounce — Martin Felix Kaczmarski
- Crazy — Gnarls Barkley
- Hey There Delilah — Plain White T’s
- Outro — M83
- Party Elite — James Cocozza, Lee Richardson, Tom Ford & Jon Murrill
- Where Is My Mind? — Pixies
- Cool Rain — John Altman
- Sunday Shining — Finley Quaye
- Whith Love — Bubblespray
- Lucky Star — Superfunk feat. Ron Carroll
- Ironic — Alanis Morissette
- Générique de T’choupi à l'école — Lisa Mouchel

## Маркетинг
Оригинальный (французский) трейлер фильма был опубликован в интернете компанией UniFrance 17 июля 2019 года. Его локализованная версия появилась в сети 2 июня 2020-го.

## Релиз
Мировая премьера картины состоялась 21 августа 2019 года на кинофестивале в Эврё, Нормандия. 4 сентября фильм был показан на неделе комедии UGC, а 21 октября — на Средиземноморском кинофестивале в Монпелье. Прокат ленты во Франции стартовал 1 января 2020 года, в Канаде — 14 февраля. Цифровой релиз в России состоялся 16 июня.